# Чемпіонат Туру WTA 2013, одиночний розряд
Змагання в одиночному розряді тенісного турніру Чемпіонат Туру WTA 2013 проходили в рамках Туру WTA 2013.
Серена Вільямс була чинною чемпіонкою і успішно захистила свій титул, у фіналі перемігши Лі На з рахунком 2-6, 6-3, 6-0.

## Сіяні гравчині
| 1. Серена Вільямс (переможниця) 2. Вікторія Азаренко (коловий турнір) 3. Агнешка Радванська (коловий турнір) 4. Лі На (фінал) | 1. Петра Квітова (півфінал) 2. Сара Еррані (коловий турнір) 3. Єлена Янкович (півфінал) 4. Анджелік Кербер (коловий турнір) |

### Запасні
| 1. Каролін Возняцкі (non ha giocato) | 1. Слоун Стівенс (non ha giocato) |

## Основна сітка

### Легенда
| - Q = Кваліфаєр - WC = Вайлд-кард - LL = Щасливий лузер | - Alt = Заміна - SE = Виняток - PR = Захищений рейтинг | - w/o = Без гри - r = Зняття - d = Присуджено перемогу |

### Фінальна частина
|  | Півфінали | Півфінали      | Півфінали | Півфінали | Півфінали |   |       | Фінал          | Фінал | Фінал | Фінал | Фінал |
|  |           |                |           |           |           |   |       |                |       |       |       |       |
|  | 1         | Серена Вільямс | 6         | 2         | 6         |   |       |                |       |       |       |       |
|  | 7         | Єлена Янкович  | 4         | 6         | 4         |   |       |                |       |       |       |       |
|  | 7         | Єлена Янкович  | 4         | 6         | 4         |   | 1     | Серена Вільямс | 2     | 6     | 6     |       |
|  |           |                |           |           |           |   | 1     | Серена Вільямс | 2     | 6     | 6     |       |
|  |           | 4              | Лі На     | 6         | 3         | 0 |       |                |       |       |       |       |
|  | 4         | 4              | Лі На     | 6         | 3         | 0 | Лі На | 6              | 6     |       |       |       |
|  | 4         |                |           |           |           |   | Лі На | 6              | 6     |       |       |       |
|  | 5         | Петра Квітова  | 4         | 2         |           |   |       |                |       |       |       |       |

### Рожева група
|   |                    | С Вільямс | А Радванська | П Квітова          | А Кербер           | Матчів В-П | Сетів В-П   | Геймів В-П     | Положення |
| 1 | Серена Вільямс     |           | 6–2, 6–4     | 6-2, 6-3           | 6–3, 6–1           | 3–0        | 6–0 (100%)  | 36–15 (70,6%)  | 1         |
| 3 | Агнешка Радванська | 2–6, 4–6  |              | 4–6, 4–6           | 2–6, 2–6           | 0–3        | 0–6 (0%)    | 18–36 (33.3%)  | 4         |
| 5 | Петра Квітова      | 2-6,3-6   | 6–4, 6–4     |                    | 6(3-7)-7, 6-3, 6-2 | 2–1        | 4–3 (57,1%) | 35–32 (52,23%) | 2         |
| 8 | Анджелік Кербер    | 3–6, 1–6  | 6–2, 6–2     | 7–6(7–3), 2-6, 3-6 |                    | 1–2        | 3–4 (42,9%) | 28–34 (45,2%)  | 3         |

За рівної кількості очок положення визначається: 1) Кількість перемог; 2) Кількість матчів; 3) Якщо двоє тенісисток після цього ділять місце, особисті зустрічі; 4) Якщо троє тенісисток після цього ділять місце, кількість виграних сетів, кількість виграних геймів; 5) Рішення організаційного комітету.

### Біла група
|   |                   | В Азаренко    | Н Лі          | С Еррані      | Є Янкович     | Матчів В-П | Сетів В-П   | Геймів В-П     | Положення |
| 2 | Вікторія Азаренко |               | 2-6, 1-6      | 7–6(7–4), 6–2 | 4–6, 3–6      | 1–2        | 2–4 (33,3%) | 23–32 (41,8%)  | 3         |
| 4 | Лі На             | 6-2, 6-1      |               | 6–3, 7–6(7–5) | 6–3, 2–6, 6–3 | 3–0        | 6–1 (85,7%) | 39–24 (61,9%)  | 1         |
| 6 | Сара Еррані       | 6–7(4–7), 2–6 | 3–6, 6–7(5–7) |               | 6-4, 6-4      | 1–2        | 2–4 (33,3%) | 29–34 (46,03%) | 4         |
| 7 | Єлена Янкович     | 6–4, 6–3      | 3–6, 6–2, 3–6 | 4-6, 4-6      |               | 1–2        | 3–4 (42,9%) | 32–33 (49,2%)  | 2         |

За рівної кількості очок положення визначається: 1) Кількість перемог; 2) Кількість матчів; 3) Якщо двоє тенісисток після цього ділять місце, особисті зустрічі; 4) Якщо троє тенісисток після цього ділять місце, кількість виграних сетів, кількість виграних геймів; 5) Рішення організаційного комітету.